# Philonotis patula
Philonotis patula là một loài rêu trong họ Bartramiaceae. Loài này được Mitt. D.G. Griffin & W.R. Buck mô tả khoa học đầu tiên năm 1989.